# Olympische Sommerspiele 1956/Teilnehmer (Tschechoslowakei)
| Gelbes Symbol für Goldmedaillen mit stilisierten Olympischen Ringen | Graues Symbol für Silbermedaillen mit stilisierten Olympischen Ringen | Braundes Symbol für Bronzemedaillen mit stilisierten Olympischen Ringen |
| ------------------------------------------------------------------- | --------------------------------------------------------------------- | ----------------------------------------------------------------------- |
| 1                                                                   | 4                                                                     | 1                                                                       |

Die Tschechoslowakei nahm an den Olympischen Sommerspielen 1956 im australischen Melbourne mit einer Delegation von 63 Sportlern, 51 Männer und zwölf Frauen, an 54 Wettkämpfen in zehn Sportarten teil.
Es war die achte Teilnahme der Tschechoslowakei an Olympischen Sommerspielen.
Jüngster Athlet war die Schwimmerin Marta Skupilová (18 Jahre und 251 Tage), ältester Athlet war der Sportschütze František Čapek (42 Jahre und 18 Tage). Fahnenträger war der Turner Zdeněk Růžička.

## Medaillen
Mit einer gewonnenen Gold-, vier Silber- und einer Bronzemedaille belegte das tschechoslowakische Team Platz 18 im Medaillenspiegel.

### Gold
| Name          | Sportart       | Wettbewerb |
| ------------- | -------------- | ---------- |
| Olga Fikotová | Leichtathletik | Diskuswurf |

### Silber
| Name            | Sportart      | Wettbewerb                      |
| --------------- | ------------- | ------------------------------- |
| Ladislav Fouček | Radsport      | 1000 Meter Zeitfahren           |
| Ladislav Fouček | Radsport      | Tandem                          |
| Václav Machek   | Radsport      | Tandem                          |
| Otakar Hořínek  | Sportschießen | Kleinkaliber Dreistellungskampf |
| Eva Bosáková    | Turnen        | Schwebebalken                   |

### Bronze
| Name        | Sportart       | Wettbewerb  |
| ----------- | -------------- | ----------- |
| Jíři Skobla | Leichtathletik | Kugelstoßen |

## Teilnehmer nach Sportarten

### Boxen
Herren
- Josef Chovanec
  - Leichtgewicht

Rang neun
Runde eins: Freilos
Runde zwei: Niederlage gegen Anthony Byrne aus Irland durch Disqualifikation in Runde zwei

- František Majdloch
  - Fliegengewicht

Rang neun
Runde eins: Freilos
Runde zwei: gegen Raymond Perez aus den Vereinigten Staaten von Amerika nach Punkten verloren

- Josef Němec
  - Schwergewicht

Rang fünf
Runde eins: Freilos
Viertelfinale: Niederlage gegen Pete Rademacher aus den Vereinigten Staaten von Amerika durch technischen KO in der zweiten Runde

- Július Torma
  - Mittelgewicht

Rang fünf
Runde eins: Punktsieg gegen Howard Richter aus Australien
Viertelfinale: Niederlage gegen Ramón Tapia aus Chile durch technischen KO in der zweiten Runde

- Ján Zachara
  - Federgewicht

Rang fünf
Runde eins: Freilos
Runde zwei: Punktsieg gegen Do-Hun Jeong aus Südkorea
Viertelfinale: Niederlage gegen Pentti Hämäläinen aus Finnland nach Punkten

### Gewichtheben
Herren
- Václav Pšenička junior
  - Leichtgewicht

Finale: 400,0 kg, Rang sechs
Militärpresse: 125,0 kg, Rang sechs
Reißen: 120,0 kg, Rang sechs
Stoßen: 155,0 kg, Rang fünf

### Kanu
Herren

Zweier-Kajak 1000 Meter
- Ergebnisse
Runde eins: in Lauf eins (Rang drei) für das Finale qualifiziert, 3:58,3 Minuten
Finale: 4:01,4 Minuten, Rang acht
- Mannschaft
Miroslav Jemelka
Rudolf Klabouch

Zweier-Kajak 10.000 Meter
- Ergebnisse
Finale: 46:13,1 Minuten, Rang sechs
- Mannschaft
Miroslav Jemelka
Rudolf Klabouch

Einzel
- Ladislav Čepčianský
  - Einer-Kajak 1000 Meter

Runde eins: in Lauf eins (Rang drei) für das Finale qualifiziert, 4:26,0 Minuten
Finale: 4:23,2 Minuten, Rang sechs
  - Einer-Kajak 10.000 Meter

Finale: 50:08,2 Minuten, Rang sechs

- Karel Hradil
  - Einer-Canadier 1000 Meter

Finale: 5:15,9 Minuten, Rang vier

- Jiří Vokněr
  - Einer-Canadier 10.000 Meter

Finale: 57:44,5 Minuten, Rang vier

### Leichtathletik
Damen
- Olga Fikotová
  - Diskuswurf

Qualifikationsrunde: 50,77 Meter, Rang eins, für das Finale qualifiziert
Versuch eins: 28,60 Meter
Versuch zwei: 50,77 Meter
Versuch drei: ausgelassen
Finale: 53,69 Meter, olympischer Rekord, Rang eins 
Versuch eins: 46,56 Meter
Versuch zwei: 50,09 Meter
Versuch drei: 52,04 Meter
Versuch vier: 52,28 Meter
Versuch fünf: 53,69 Meter
Versuch sechs: 49,98 Meter

- Dana Zátopková
  - Speerwurf

Qualifikationsrunde: 47,05 Meter, Rang vier, für das Finale qualifiziert
Versuch eins: 47,05 Meter
Versuch zwei: ausgelassen
Versuch drei: ausgelassen
Finale: 49,83 Meter, Rang vier
Versuch eins: 43,52 Meter
Versuch zwei: 49,83 Meter
Versuch drei: 47,07 Meter
Versuch vier: 47,59 Meter
Versuch fünf: 49,81 Meter
Versuch sechs: 41,59 Meter

- Štěpánka Mertová
  - Diskuswurf

Qualifikationsrunde: 46,26 Meter, Rang vier, für das Finale qualifiziert
Versuch eins: 40,51 Meter
Versuch zwei: 46,26 Meter
Versuch drei: ausgelassen
Finale: 45,78 Meter, Rang acht
Versuch eins: 41,96 Meter
Versuch zwei: 45,78 Meter
Versuch drei: 43,41 Meter

- Olga Modrachová
  - Hochsprung

Qualifikationsrunde: 1,58 Meter, Rang 13, für das Finale qualifiziert
1,40 Meter: gültig, ohne Fehlversuch
1,50 Meter: gültig, ohne Fehlversuch
1,55 Meter: gültig, ohne Fehlversuch
1,58 Meter: gültig, ein Fehlversuch
Finale: 1,64 Meter, Rang zehn
1,40 Meter: ausgelassen
1,50 Meter: ausgelassen
1,55 Meter: gültig, ohne Fehlversuch
1,60 Meter: gültig, ohne Fehlversuch
1,64 Meter: gültig, ein Fehlversuch
1,67 Meter: ungültig, drei Fehlversuche

- Jiřina Němcová
  - Diskuswurf

Qualifikationsrunde: 44,62 Meter, Rang fünf, für das Finale qualifiziert
Versuch eins: 44,62 Meter
Versuch zwei: ausgelassen
Versuch drei: ausgelassen
Finale: 45,84 Meter, Rang sieben
Versuch eins: 45,57 Meter
Versuch zwei: ungültig
Versuch drei: 45,84 Meter

- - Hochsprung

Qualifikationsrunde: 1,58 Meter, Rang sieben, für das Finale qualifiziert
1,40 Meter: gültig, ohne Fehlversuch
1,50 Meter: gültig, ohne Fehlversuch
1,55 Meter: gültig, ohne Fehlversuch
1,58 Meter: gültig, ohne Fehlversuch
Finale: 1,64 Meter, Rang acht
1,40 Meter: ausgelassen
1,50 Meter: gültig, ohne Fehlversuch
1,55 Meter: gültig, ohne Fehlversuch
1,60 Meter: gültig, ohne Fehlversuch
1,64 Meter: gültig, ohne Fehlversuch
1,67 Meter: ungültig, drei Fehlversuche

Herren

4 × 400 Meter Staffel
- Ergebnisse
Runde eins: ausgeschieden in Lauf eins (Rang drei), 3:10,8 Minuten (handgestoppt), 3:10,96 Minuten (automatisch gestoppt)
- Staffel
Václav Janeček
Jaroslav Jirásek
Vilém Mandlík
Josef Trousil

Einzel
- Josef Doležal
  - 20 km Gehen

Finale: disqualifiziert
  - 50 km Gehen

Finale: Wettkampf nicht beendet (DNF)

- Václav Janeček
  - 200 Meter Lauf

Runde eins: in Lauf zwei (Rang zwei) für das Viertelfinale qualifiziert, 21,7 Sekunden (handgestoppt), 21,85 Sekunden (automatisch gestoppt)
Viertelfinale: ausgeschieden in Lauf vier (Rang vier), 22,2 Sekunden (handgestoppt), 22,26 Sekunden (automatisch gestoppt)

- Stanislav Jungwirth
  - 1500 Meter Lauf

Runde eins: in Lauf eins (Rang zwei) für das Finale qualifiziert, 3:46,6 Minuten (handgestoppt), 3:46,79 Minuten (automatisch gestoppt)
Finale: 3:42,6 Minuten (handgestoppt), 3:42,80 Minuten (automatisch gestoppt), Rang sechs

- Pavel Kantorek
  - 10.000 Meter Lauf

Finale: 30:06,0 Minuten, Rang elf

- - Marathon

Finale: 2:52,05 Minuten, Rang 27

- Vilém Mandlík
  - 200 Meter Lauf

Runde eins: in Lauf acht (Rang eins) für das Viertelfinale qualifiziert, 21,6 Sekunden (handgestoppt), 21,79 Sekunden (automatisch gestoppt)
Viertelfinale: in Lauf drei (Rang zwei) für das Finale qualifiziert, 21,3 Sekunden (handgestoppt), 21,56 Sekunden (automatisch gestoppt)
Halbfinale: ausgeschieden in Lauf zwei (Rang fünf), 21,6 Sekunden (handgestoppt), 21,74 Sekunden (automatisch gestoppt)

- Martin Řehák
  - Dreisprung

Qualifikationsrunde: 14,97 Meter, Rang 13, für das Finale qualifiziert
Versuch eins: 14,97 Meter
Versuch zwei: ausgelassen
Versuch drei: ausgelassen
Finale: 15,85 Meter, Rang fünf
Versuch eins: 15,58 Meter
Versuch zwei: ungültig
Versuch drei: 15,85 Meter
Versuch vier: ungültig
Versuch fünf: 15,10 Meter
Versuch sechs: 15,63 Meter

- Jíři Skobla
  - Kugelstoßen

Qualifikationsrunde: 17,15 Meter, Rang eins
Versuch eins: 17,15 Meter
Versuch zwei: ausgelassen
Versuch drei: ausgelassen
Finale: 17,65 Meter, Rang drei 
Versuch eins: 17,39 Meter
Versuch zwei: 16,70 Meter
Versuch drei: 17,34 Meter
Versuch vier: 17,51 Meter
Versuch fünf: 17,05 Meter
Versuch sechs: 17,65 Meter

- Milan Skřont
  - 50 km Gehen

Finale: Wettkampf nicht beendet (DNF)

- Josef Trousil
  - 200 Meter

Runde eins: ausgeschieden in Lauf drei (Rang vier), 22,3 Sekunden (handgestoppt), 22,54 Sekunden (automatisch gestoppt)

- Emil Zátopek
  - Marathon

Finale: 2:29:34 Stunden, Rang sechs

### Moderner Fünfkampf
Herren
- Vladimír Černý
Finale: 3520,5 Punkte, Rang 23
Crosslauf: 1012,0 Punkte, 14:56,7 Minuten, Rang 19
Degenfechten: 556,0 Punkte, 24 Duelle gewonnen, Rang 26
Pistolenschießen: 860,0 Punkte, Rang acht
Schwimmen: 960,0 Punkte, 4:08,9 Minuten, Rang acht
Springreiten: 132,5 Punkte (332,5 Punkte - 200,0 Strafpunkte), 14:27 Minuten, Rang 29

### Radsport
Herren

Bahn

4000 Meter Mannschaftsverfolgung
- Ergebnisse
Runde eins: in Lauf acht (Rang eins) für das Viertelfinale qualifiziert, 4:58,0 Minuten
Viertelfinale: ausgeschieden in Lauf vier (Rang zwei), eine Runde Rückstand
Rang fünf
- Mannschaft
Jaroslav Cihlář
František Jursa
Jiří Nouza
Jiří Opavský

Tandem
- Ergebnisse
Runde eins: in Lauf eins (Rang zwei) gescheitert, eine Länge Rückstand
Runde eins Hoffnungslauf: in Lauf zwei (Rang eins) für das Viertelfinale qualifiziert, 11,2 Sekunden
Viertelfinale: in Lauf eins (Rang eins) für das Halbfinale qualifiziert, 10,8 Sekunden
Halbfinale: in Lauf eins (Rang eins) für das Finale qualifiziert, 11,0 Sekunden
Finale: keine Zeit, Rang zwei
- Mannschaft
Ladislav Fouček
Václav Machek

Einzel
- Ladislav Fouček
  - 1000 Meter Zeitfahren

Finale: 1:11,4 Minuten, Rang zwei 
  - Sprint

Runde eins: in Lauf fünf (Rang eins) für das Viertelfinale qualifiziert, 12,4 Sekunden
Viertelfinale: ausgeschieden in Lauf drei (Rang zwei)

Straße

Mannschaftswertung (187,73 km)
- Ergebnisse
Finale: Wettkampf nicht beendet (DNF)
- Mannschaft
Jaroslav Cihlář
František Jursa
Jiří Nouza
Jiří Opavský

Einzel
- Jaroslav Cihlář
  - Straßenrennen (187,73 km)

Finale: Wettkampf nicht beendet (DNF)

- František Jursa
  - Straßenrennen (187,73 km)

Finale: Wettkampf nicht beendet (DNF)

- Jiří Nouza
  - Straßenrennen (187,73 km)

Finale: Wettkampf nicht beendet (DNF)

- Jiří Opavský
  - Straßenrennen (187,73 km)

Finale: Wettkampf nicht beendet (DNF)

### Rudern
Herren

Achter mit Steuermann
- Ergebnisse
Runde eins: in Lauf zwei (Rang eins) für das Halbfinale qualifiziert, 6:09,3 Minuten
Halbfinale: ausgeschieden in Lauf zwei (Rang drei), 7:12,9 Minuten
- Mannschaft
Eduard Antoch
Jan Jindra
Miroslav Koranda
Stanislav Lusk
Ctibor Reiskup
Josef Švec
Jan Švéda
Josef Věntus
Zdeněk Žára

Doppelzweier
- Ergebnisse
Runde eins: in Lauf zwei (Rang vier) gescheitert, 7:05,1 Minuten
Runde eins Hoffnungslauf: ausgeschieden in Lauf zwei (Rang drei) 8:38,2 Minuten
- Mannschaft
Albert Krajmer
František Reich

### Schießen
Herren
- František Čapek
  - Tontaubenschießen

Finale: 187 Punkte, Rang sechs

- Otakar Hořínek
  - Kleinkaliber Dreistellungskampf

Finale: 1.172 Punkte, Rang zwei 
Kniend: 395 Punkte, Rang zwei
Runde eins: 99 Punkte
Runde zwei: 99 Punkte
Runde drei: 100 Punkte
Runde vier: 97 Punkte
Liegend: 393 Punkte, Rang 25
Runde eins: 100 Punkte
Runde zwei: 96 Punkte
Runde drei: 98 Punkte
Runde vier: 99 Punkte
Stehend: 384 Punkte, Rang zwei
Runde eins: 96 Punkte
Runde zwei: 98 Punkte
Runde drei: 95 Punkte
Runde vier: 95 Punkte

- - Kleinkaliber liegend

Finale: 598 Punkte, Rang vier
Runde eins: 100 Punkte, Rang drei
Runde zwei: 100 Punkte, Rang drei
Runde drei: 100 Punkte, Rang drei
Runde vier: 98 Punkte, Rang 32
Runde fünf: 100 Punkte, Rang drei
Runde sechs: 100 Punkte, Rang drei

- František Maxa
  - Freie Scheibenpistole

Finale: 536 Punkte, Rang zwölf
Runde eins: 86 Punkte, Rang 16
Runde zwei: 91 Punkte, Rang sieben
Runde drei: 88 Punkte, Rang 15
Runde vier: 89 Punkte, Rang 15
Runde fünf: 93 Punkte, Rang sieben
Runde sieben: 89 Punkte, Rang 14

- Igor Treybal
  - Tontaubenschießen

Finale: 148 Punkte, Rang 25

### Schwimmen
Damen
- Marta Skupilová
  - 100 Meter Schmetterling

Runde eins: ausgeschieden in Lauf eins (Rang vier), 1:17,7 Minuten

Herren
- Ladislav Bačík
  - 100 Meter Rücken

Runde eins: in Lauf vier (Rang vier) für das Halbfinale qualifiziert, 1:06,9 Minuten
Halbfinale: ausgeschieden in Lauf eins (Rang acht), 1:07,9 Minuten

### Turnen
Damen

Mannschaftsmehrkampf
- Ergebnisse
Finale: 435,356 Punkte (362,356 Einzelpunkte (180,897 Punkte Pflicht - 181,459 Punkte Kür) + 73,000 Punkte Gruppengymnastik)
- Mannschaft
Eva Bosáková
Miroslava Brdíčková
Věra Drazdíková
Anna Marejková
Matylda Matoušková-Šínová
Alena Reichová

Einzel
- Eva Bosáková
  - Einzelmehrkampf

Finale: 74,100 Punkte (36,933 Punkte Pflicht - 37,166 Punkte Kür), Rang sieben
Bodenturnen: 18,566 Punkte (9,233 Punkte Pflicht - 9,333 Punkte Kür), Rang vier
Pferdsprung: 18,166 Punkte (9,000 Punkte Pflicht - 9,166 Punkte Kür), Rang 22
Schwebebalken: 18,633 Punkte (9,300 Punkte Pflicht - 9,333 Punkte Kür), Rang zwei 
Stufenbarren: 18,733 Punkte (9,400 Punkte Pflicht - 9,333 Punkte Kür), Rang vier

- Miroslava Brdíčková
  - Einzelmehrkampf

Finale: 71,333 Punkte (35,533 Punkte Pflicht - 35,800 Punkte Kür), Rang 32
Bodenturnen: 17,899 Punkte (9,033 Punkte Pflicht - 8,866 Punkte Kür), Rang 38
Pferdsprung: 17,866 Punkte (9,000 Punkte Pflicht - 8,866 Punkte Kür), Rang 42
Schwebebalken: 17,799 Punkte (8,766 Punkte Pflicht - 9,033 Punkte Kür), Rang 28
Stufenbarren: 17,766 Punkte (8,733 Punkte Pflicht - 9,033 Punkte Kür), Rang 35

- Věra Drazdíková
  - Einzelmehrkampf

Finale: 70,833 Punkte (35,400 Punkte Pflicht - 35,433 Punkte Kür), Rang 40
Bodenturnen: 17,533 Punkte (8,766 Punkte Pflicht - 8,766 Punkte Kür), Rang 53
Pferdsprung: 17,733 Punkte (8,866 Punkte Pflicht - 8,866 Punkte Kür), Rang 48
Schwebebalken: 17,566 Punkte (8,800 Punkte Pflicht - 8,766 Punkte Kür), Rang 33
Stufenbarren: 18,000 Punkte (8,966 Punkte Pflicht - 9,033 Punkte Kür), Rang 28

- Anna Marejková
  - Einzelmehrkampf

Finale: 73,499 Punkte (36,733 Punkte Pflicht - 36,766 Punkte Kür), Rang elf
Bodenturnen: 18,366 Punkte (9,200 Punkte Pflicht - 9,166 Punkte Kür), Rang 14
Pferdsprung: 18,233 Punkte (9,133 Punkte Pflicht - 9,100 Punkte Kür), Rang 16
Schwebebalken: 18,533 Punkte (9,300 Punkte Pflicht - 9,233 Punkte Kür), Rang vier
Stufenbarren: 18,366 Punkte (9,100 Punkte Pflicht - 9,266 Punkte Kür), Rang 14

- Matylda Matoušková-Šínová
  - Einzelmehrkampf

Finale: 71,800 Punkte (35,800 Punkte Pflicht - 36,000 Punkte Kür), Rang 25
Bodenturnen: 17,933 Punkte (9,000 Punkte Pflicht - 8,933 Punkte Kür), Rang 37
Pferdsprung: 18,199 Punkte (9,033 Punkte Pflicht - 9,166 Punkte Kür), Rang 20
Schwebebalken: 17,466 Punkte (8,566 Punkte Pflicht - 8,900 Punkte Kür), Rang 38
Stufenbarren: 18,200 Punkte (9,200 Punkte Pflicht - 9,000 Punkte Kür), Rang 20

- Alena Reichová
  - Einzelmehrkampf

Finale: 70,866 Punkte (35,433 Punkte Pflicht - 35,433 Punkte Kür), Rang 39
Bodenturnen: 17,433 Punkte (8,933 Punkte Pflicht - 8,500 Punkte Kür), Rang 57
Pferdsprung: 18,000 Punkte (9,000 Punkte Pflicht - 9,000 Punkte Kür), Rang 35
Schwebebalken: 17,500 Punkte (8,600 Punkte Pflicht - 8,900 Punkte Kür), Rang 36
Stufenbarren: 17,933 Punkte (8,900 Punkte Pflicht - 9,033 Punkte Kür), Rang 29

Herren

Mannschaftsmehrkampf
- Ergebnisse
Finale: 554,10 Punkte (276,90 Punkte Pflicht - 277,20 Punkte Kür), Rang vier
- Mannschaft
Jaroslav Bím
Ferdinand Daniš
Vladimír Kejř
Jaroslav Mikoška
Zdeněk Růžička
Josef Škvor

Einzel
- Jaroslav Bím
  - Einzelmehrkampf

Finale: 108,25 Punkte (53,35 Punkte Pflicht - 54,90 Punkte Kür), Rang 36
Barren: 18,25 Punkte (9,15 Punkte Pflicht - 9,10 Punkte Kür), Rang 38
Bodenturnen: 16,60 Punkte (7,90 Punkte Pflicht - 8,70 Punkte Kür), Rang 52
Pferdsprung: 18,00 Punkte (9,00 Punkte Pflicht - 9,00 Punkte Kür), Rang 46
Reck: 18,35 Punkte (9,05 Punkte Pflicht - 9,30 Punkte Kür), Rang 32
Ringe: 18,10 Punkte (8,90 Punkte Pflicht - 9,20 Punkte Kür), Rang 28
Seitpferd: 18,95 Punkte (9,35 Punkte Pflicht - 9,60 Punkte Kür), Rang sechs

- Ferdinand Daniš
  - Einzelmehrkampf

Finale: 111,90 Punkte (56,40 Punkte Pflicht - 55,50 Punkte Kür), Rang 13
Barren: 18,70 Punkte (9,40 Punkte Pflicht - 9,30 Punkte Kür), Rang 16
Bodenturnen: 18,80 Punkte (9,40 Punkte Pflicht - 9,40 Punkte Kür), Rang sechs
Pferdsprung: 18,40 Punkte (9,30 Punkte Pflicht - 9,10 Punkte Kür), Rang 23
Reck: 18,85 Punkte (9,45 Punkte Pflicht - 9,40 Punkte Kür), Rang neun
Ringe: 18,90 Punkte (9,45 Punkte Pflicht - 9,45 Punkte Kür), Rang neun
Seitpferd: 18,25 Punkte (9,40 Punkte Pflicht - 8,85 Punkte Kür), Rang 26

- Vladimír Kejř
  - Einzelmehrkampf

Finale: 110,30 Punkte (55,00 Punkte Pflicht - 55,30 Punkte Kür), Rang 23
Barren: 18,30 Punkte (9,15 Punkte Pflicht - 9,15 Punkte Kür), Rang 33
Bodenturnen: 18,40 Punkte (9,10 Punkte Pflicht - 9,30 Punkte Kür), Rang 23
Pferdsprung: 18,55 Punkte (9,10 Punkte Pflicht - 9,45 Punkte Kür), Rang elf
Reck: 18,30 Punkte (9,20 Punkte Pflicht - 9,10 Punkte Kür), Rang 33
Ringe: 18,50 Punkte (9,30 Punkte Pflicht - 9,20 Punkte Kür), Rang 19
Seitpferd: 18,25 Punkte (9,15 Punkte Pflicht - 9,10 Punkte Kür), Rang 26

- Jaroslav Mikoška
  - Einzelmehrkampf

Finale: 109,35 Punkte (55,10 Punkte Pflicht - 54,25 Punkte Kür), Rang 27
Barren: 18,70 Punkte (9,35 Punkte Pflicht - 9,35 Punkte Kür), Rang 16
Bodenturnen: 18,20 Punkte (9,10 Punkte Pflicht - 9,10 Punkte Kür), Rang 29
Pferdsprung: 18,40 Punkte (9,20 Punkte Pflicht - 9,20 Punkte Kür), Rang 23
Reck: 18,30 Punkte (9,35 Punkte Pflicht - 8,95 Punkte Kür), Rang 33
Ringe: 17,65 Punkte (8,75 Punkte Pflicht - 8,90 Punkte Kür), Rang 32
Seitpferd: 18,10 Punkte (9,35 Punkte Pflicht - 8,75 Punkte Kür), Rang 32

- Zdeněk Růžička
  - Einzelmehrkampf

Finale: 109,65 Punkte (54,80 Punkte Pflicht - 54,85 Punkte Kür), Rang 26
Barren: 18,30 Punkte (9,00 Punkte Pflicht - 9,30 Punkte Kür), Rang 33
Bodenturnen: 18,20 Punkte (9,00 Punkte Pflicht - 9,20 Punkte Kür), Rang 29
Pferdsprung: 18,20 Punkte (9,10 Punkte Pflicht - 9,10 Punkte Kür), Rang 39
Reck: 18,80 Punkte (9,45 Punkte Pflicht - 9,35 Punkte Kür), Rang zehn
Ringe: 18,30 Punkte (9,10 Punkte Pflicht - 9,20 Punkte Kür), Rang 22
Seitpferd: 17,85 Punkte (9,15 Punkte Pflicht - 8,70 Punkte Kür), Rang 38

- Josef Škvor
  - Einzelmehrkampf

Finale: 110,85 Punkte (55,10 Punkte Pflicht - 55,75 Punkte Kür), Rang 18
Barren: 18,45 Punkte (9,20 Punkte Pflicht - 9,25 Punkte Kür), Rang 27
Bodenturnen: 18,00 Punkte (8,90 Punkte Pflicht - 9,10 Punkte Kür), Rang 38
Pferdsprung: 18,45 Punkte (9,20 Punkte Pflicht - 9,25 Punkte Kür), Rang 19
Reck: 18,70 Punkte (9,20 Punkte Pflicht - 9,50 Punkte Kür), Rang 18
Ringe: 18,20 Punkte (9,15 Punkte Pflicht - 9,05 Punkte Kür), Rang 23
Seitpferd: 19,05 Punkte (9,45 Punkte Pflicht - 9,60 Punkte Kür), Rang vier